# Labeati
Labeati (lat. Labeates) su bili ilirsko pleme koje je prvo živjelo oko granica današnjih država Albanije, Makedonije i Kosova. Sredinom 4. stoljeća pr. Kr. makedonski general Parmenion izvojevao je pobjedu nad Ilirima nakon koje su Labeati prešli u unutrašnjost područja današnje Crne Gore, sjeveroistočno od jezera starog naziva Lacus Labeatis (danas Skadarsko jezero). Najbolje utvrđeni grad ovog plemena bio je Scodra (Skadar), na obali spomenutog jezera. Smatra se da je Skadar osnovan oko 4. stoljeća pr. Kr., a za vrijeme vladavine ilirskog kralja Gencija, Skadar je bio prijestolnica Ilirskog kraljevstva.
Grad spominje i antički rimski povjesničar Tit Livije u Trećem ilirskom ratu (168. godine prije Krista). Isti rimski pisac kao drugi grad Labeata spominje Meteon, (Meteon Labeatidis terreae, današnji Medun, kod Podgorice). Ovo pleme je postojalo i u vremenu poslije rimskog osvajanja, s obzirom na to da je navedeno u popisu imena plemena Neronskoga konventa.

## Popis labeatskih vladara
- Skerdilajd (218. - 206. pr. Kr.)
- Pleurat III. (205. - 180. pr. Kr.)
- Gencije (180. - 168. pr. Kr.)